# Nanook Dome
Nanook Dome är ett berg i Kanada.   Det ligger i provinsen British Columbia, i den centrala delen av landet, 3 900 km väster om huvudstaden Ottawa. Toppen på Nanook Dome är 2 685 meter över havet. Nanook Dome ingår i Spectrum Range.
Terrängen runt Nanook Dome är kuperad åt sydväst, men åt nordost är den bergig. Trakten runt Nanook Dome är nära nog obefolkad, med mindre än två invånare per kvadratkilometer.. Det finns inga samhällen i närheten.
Trakten runt Nanook Dome består i huvudsak av gräsmarker.